# Karine Sargsyan

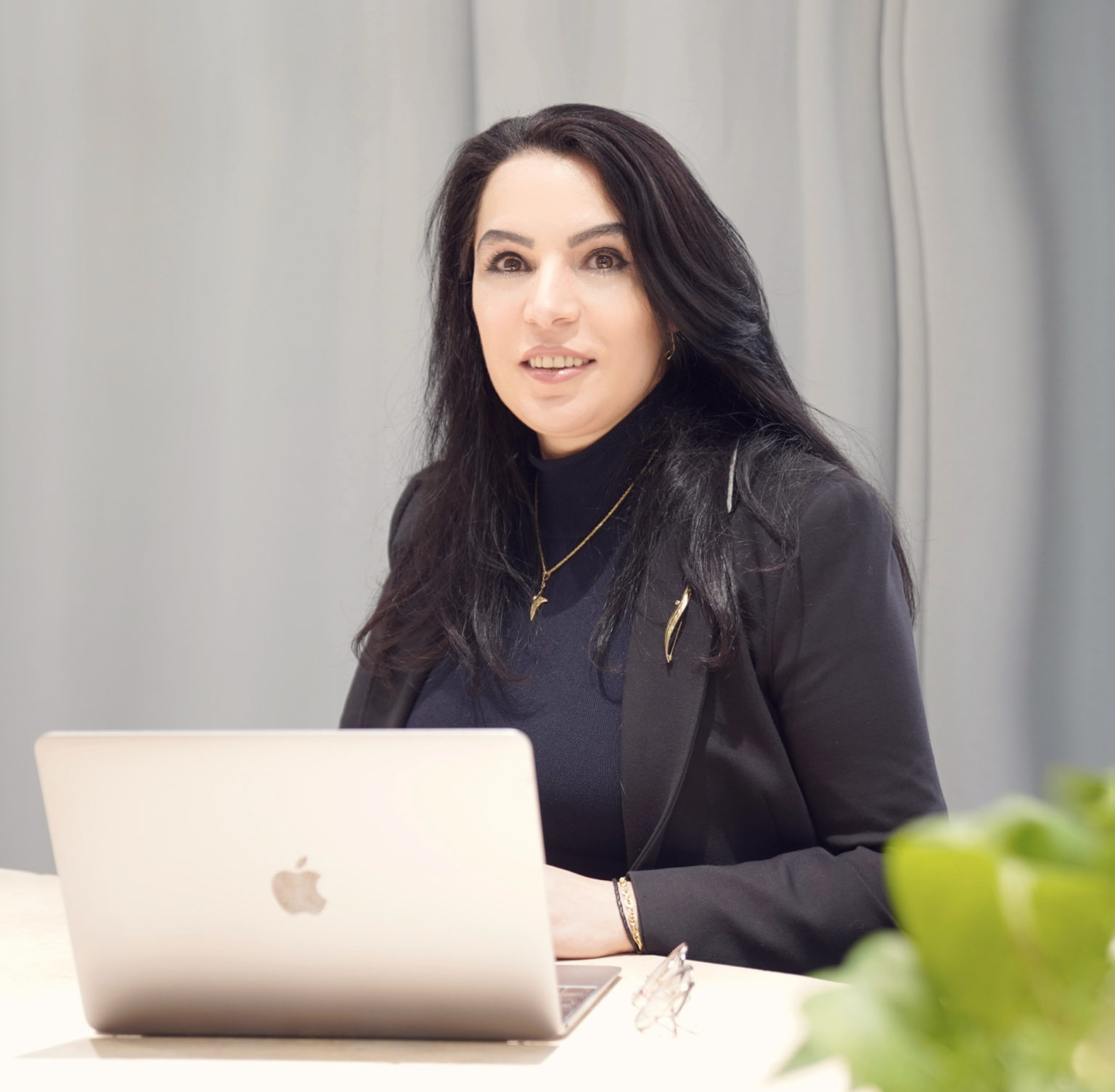
Karine Sargsyan

Karine Sargsyan (* in Wanadsor in Armenien) ist eine armenisch-österreichische Medizinerin, Genetikerin, Forschungsmanagerin, Biobank-Betreiberin, Forscherin und Lektorin. Seit 2023 ist sie Scientific Director der OncoBiobank des Cedars-Sinai Medical Centers in Beverly Hills (Kalifornien) und seit 2019 Managing Director for International Biobanking and Education an der Medizinischen Universität Graz. Darüber hinaus ist sie Initiatorin und seit 2016 stellvertretende wissenschaftliche Leiterin sowie Lektorin des Bologna-konformen Universitätslehrgangs MSc Biobanking und des Universitätslehrganges Artificial Intelligence in Medicine an der Medizinischen Universität Graz, der im Jahr 2022 startete.

## Werdegang
Sie gehörte zu den Pionieren, die sich über Qualitätsmaßnahmen und Regulierungsanforderungen im Bereich des Biobankings geäußert haben, und ist auch eine Vorreiterin in Aus- und Weiterbildung von Biobankern. Sie lehrt am Cedars Sinai Medical Center in Beverly Hills, Kalifornien, im MSc Biobanking-Studiengang an der Medizinischen Universität Graz, Österreich, im Studiengang MSc Biobanks & Complex Data Management an der Universität Côte d’Azur in Nizza und an der Staatlichen Medizinischen Universität Jerewan in Armenien. Zuvor war sie die Gründungsgeschäftsführerin der Biobank Graz (Med Uni Graz), die sie von 2007 bis 2019 leitete. Sargsyan war von 2009 bis 2011 wissenschaftliche Geschäftsführerin des Kompetenzzentrums BioPersMed. Von September 2022 bis Mai 2023 amtierte sie als Präsidentin der ESBB (European, Middle Eastern & African Society for Biopreservation and Biobanking).
Der Schwerpunkt ihrer Arbeit liegt auf der wissenschaftlichen Bildung (vom Kindergarten bis zur Erwachsenenbildung sowie Umschulungsmöglichkeiten) und speziell auf innovativen Technologien.
Sie wurde stimmberechtigtes Mitglied des Beirats des Zentrums für Molekulare Fingerabdrücke unter der Leitung des Nobelpreisträgers Dr. Ferenc Krausz. Sie arbeitet aktiv an Zukunftswissenschaften und liefert Inhalte für Vorlesungen und TEDx-Reden sowie für die UN General Assembly und World Economic Forums - Digital Davos Convention.
Sie erhielt die Auszeichnungen „Gastprofessorin“ und „Ehrendoktorin“ an ihrer Alma Mater, der Staatlichen Medizinischen Universität Jerewan, wo sie als Pädiaterin promovierte und an der Abteilung für medizinische Genetik lehrt. Sargsyan ist in der Zukunftsforschung tätig und liefert Inhalte in Vorträgen und TEDx-Talks sowie bei der World Economic Forum – Digital Davos Convention.

## Publikationen (Auswahl)
- Buch: Digitalization of Medicine in Low- and Middle-Income Countries: Paradigm Changes in Healthcare and Biomedical Research, Editors: Zisis Kozlakidis, Armen Muradyan, Karine Sargsyan, Springer Cham, Medicine (R0), 2024, ISBN 978-3-031-62331-8
- Buch: Future Intelligence: The World in 2050 – Enabling Governments, Innovators, and Businesses to Create a Better Future, Editors: Tamás Landesz, Sangeeth Varghese, Karine Sargsyan, Springer Nature, Business 2023 ISBN
- Overview of Cancer Control in Armenia and Policy Implications, Bedirian K, Aghabekyan T, Mesrobian A, Shekherdimian Sh, Zohrabyan D, Safaryan L, Sargsyan L, Avagyan A, Harutyunyan L, Voskanyan A, Tadevosyan A, Melik-Nubaryan D, Khachatryan P, Saghatelyan T, Kostanyan M, Vardevanyan H, Hovhannisyan M, Sarkisian T, Sargsyan K, Babikyan D, Tananyan A, Danielyan S, Muradyan A, Tamamyan G, Bardakhchyan S; 2022, Frontiers in Oncology (11) 782581
- Buch: Biobanks in Low- and Middle-Income Countries: Relevance, Setup and Management, 1st ed. 2022, Editors: Sargsyan K, Huppertz B, Gramatiuk S, Springer Nature ISBN
- Susceptibility of different mouse wild-type strains to develop diet-induced NAFLD/AFLD-associated liver disease, VHI Fengler, T Macheiner, SM Kessler, B Czepukojc, K Gemperlein, PloS one 11 (5), e0155163, 2016
- Magnetomitotransfer: An efficient way for direct mitochondria transfer into cultured human cells, T Macheiner, VHI Fengler, M Agreiter, T Eisenberg, F Madeo, D Kolb, Scientific Reports 6 (1), 35571, 2016
- Respiratory chain complex I is a mitochondrial tumor suppressor of oncocytic tumors, FA Zimmermann, JA Mayr, R Feichtinger, D Neureiter, R Lechner, Frontiers in Bioscience-Elite 3 (1), 315–325, 2011
- Adiponectin serum concentrations in men with coronary artery disease: the LUdwigshafen RIsk and Cardiovascular Health (LURIC) study, S Pilz, W Maerz, G Weihrauch, K Sargsyan, G Almer, M Nauck, BO Boehm, Clinica chimica acta 364 (1–2), 251–255, 2006